# HAL (パワードスーツ)

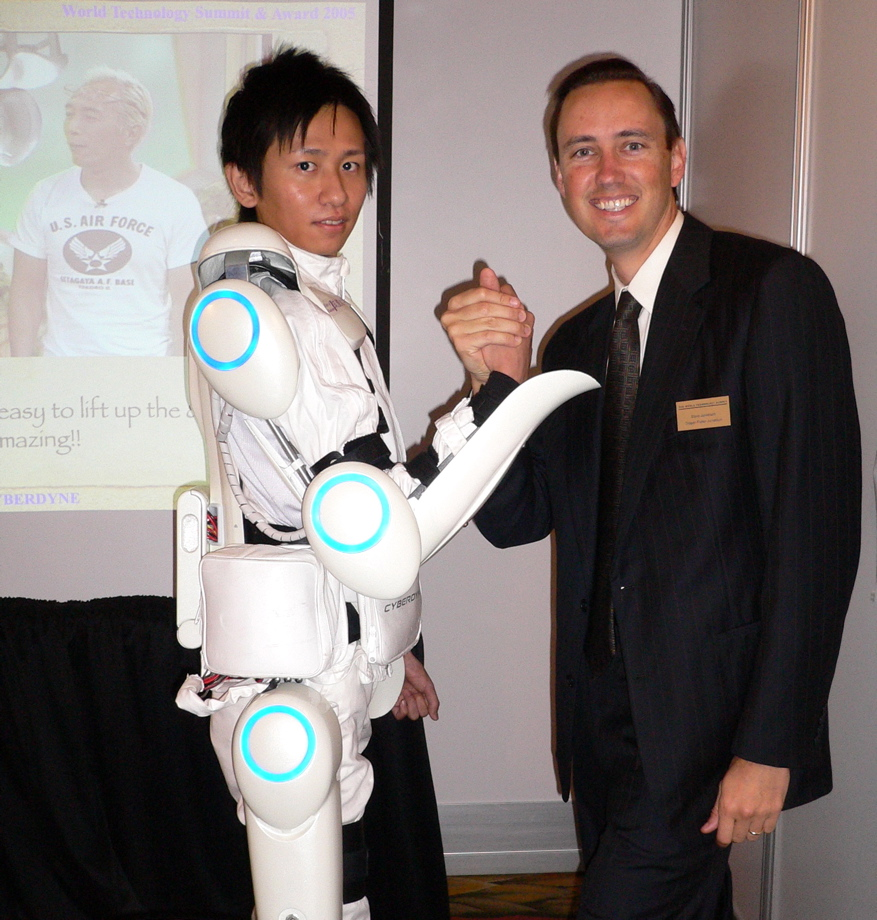
HALプロトタイプを装着した人物（左）

HAL（ハル、Hybrid Assistive Limb）は生体電位信号を読み取り動作する世界初のパワードスーツ。筑波大学の山海嘉之らによって開発されている。
現在2タイプが存在し、HAL 3は脚部のみが稼動するが、HAL 5は腕、脚、胴体の全てが稼動する。HAL 5は現在、装着者が本来持てる重量の5倍の重量を持つことができる性能がある。
装着者の皮膚に取り付けられたセンサーを通して微弱な生体電位信号を感知し、内蔵コンピューターによってその信号が解析され、サーボ機構によって装着者の動きを補助するようにスーツが動作する。スーツ全体は腰に取り付けられた電池によって電力供給される。
身体障害者や高齢者の運動補助のために開発されており、将来的には労働用のHALも開発する予定である。
サイバーダイン社は脚部ユニット（両脚型・単脚型）の福祉施設へのレンタルを開始した。サイバーダイン社は大量生産し、さらなる試験のため、初年度以内に10ユニット貸し出す予定である。
2006年度グッドデザイン金賞受賞。
2009年に全国発明表彰21世紀発明賞受賞。「サイボーグ型ロボット技術の発明」、特許第4178186号。

## 下肢用
- 外形寸法：縦469mm×横512mm×高さ1,102mm(サイズS,M,Lがある)
- 重量：両脚タイプ:約12kg 単脚タイプ:約7kg※2.

## 開発史

### 福祉向けとして
- 2008年10月10日、福祉向けのアシストスーツとしてリース開始[4]。

### 災害現場対応用途として
- 2011年11月7日、原発事故対応などの過酷な災害現場向けのパワードスーツ（極限作業ロボット、レスキューロボット）として改良され、公開。ただし、10月末現在113の病院や福祉施設などにおける介護ロボットとして使用されているものの、福島第一原子力発電所の汚染区域で使われるかどうかは報道時点で未定[5]。

### 民間利用に向けて
- 2014年11月12日、「HAL 作業支援用(腰タイプ)」と「HAL 介護支援用(腰タイプ)」が、パーソナルケアロボット(生活支援ロボット)として、世界で初めて、安全性についての国際規格(ISO13482)の認証を取得[6]。

### 保険適用要件
- 2014年12月19日、厚生労働省が下肢タイプを希少疾病用医療機器に指定[7]。
- 2015年11月25日、厚生労働省は医療機器「HAL医療用下肢タイプ」を緩徐進行性の神経・筋疾患用の医療機器として承認[8]、国内の販売を承認した[9]。筋萎縮性側索硬化症や筋ジストロフィー、脊髄性筋萎縮症、球脊髄性筋萎縮症など8つの難病のいずれかに診断され、かつ体重や身長などの条件を満たした患者が対象となる[10][11]。翌年1月には、厚生労働省中央社会保険医療協議会によって「HAL 医療用 下肢タイプ」の保険適用が決定された[12]。2016年9月2日より医療保険適用が始まった[13][14][15]。

### 労働現場での実証
- 2017年1月24日 - 2月18日、成田国際空港のチェックインカウンターで実証実験実施[16]。